# Camargo (Kentucky)
Camargo è un comune degli Stati Uniti d'America, situato nello Stato del Kentucky, nella contea di Montgomery.